# Нимантсфердрит, Тейс
Тейс Нимантсфердрит (нидерл. Thijs Niemantsverdriet, род. 1978) — голландский журналист. С 2004 г. — редактор Фрей Недерланд (Vrij Nederland). В 2008 году он получил награду «Де Техель» (De Tegel) за газетную статью о депутате Европейского парламента Ёсте Лахендейке (Joost Lagendijk) и o Министре иностранных дел Франсе Тиммермансе (Frans Timmermans).
Тейс в период с 2004 по 2012 годы публиковал свои и статьи в соавторстве с другими журналистами в Фрей Недерланд. В своих статьях он затрагивал общественные и политические вопросы, например, в 2005 году статьёй «Они сказали: „Эй, гомик, мы собираемся тебя избить“» что затрагивает тему Прав ЛГБТ в Нидерландах.